# Кольцовка (Северо-Казахстанская область)
Кольцовка — упразднённое село в Аккайынском районе Северо-Казахстанской области Казахстана. Входило в состав Токушинского сельского округа. Упразднено в 27 мая 2005 года.

## Население
Население на 1989 год составляло 307 человек. В 1999 году население села составляло 218 человек, мужского пола — 108, женского пола — 110.